# François Viète
François Viète, kaldet Vieta (født 1540 i Fontenay-le-Comte, død 13. december 1603 i Paris) var en fransk matematiker. 
Viète ernærede sig som advokat, først i sin hjemstavn, senere (fra 1571) i Paris; 1573 blev han conseiller ved parlamentet, hvilket omtrent svarer til assessor i overretten, og fra 1580 var han privat rådgiver først for Henrik III, senere for Henrik IV. Ved siden af sin praktiske virksomhed fik Viète tid til at udføre et for eftertiden meget betydningsfuldt arbejde i matematikken. Han har stor fortjeneste af det matematiske tegnsprog, navnlig ved at indføre brugen af bogstaver som betegnelser også for tal, der i den foreliggende undersøgelse kan have hvilke som helst givne værdier, medens tidligere matematikere kun anvendte dem som tegn for ubekendte størrelser. Han forudsatte dog altid, at de ved bogstaverne betegnede tal var rationale og positive; for at få irrationale størrelser med tilføjede Viète, der var meget fortrolig med den græske matematik, en geometrisk fremstilling. I trigonometrien, som han kom ind på ved sin syslen med et aldrig fuldendt astronomisk værk, gav han rige bidrag til formelsystemet, således udtrykkene for sin og cos af multiplicerede buer; gennem disse formler lededes han til løsningen af den kubiske ligning i det irreduktible tilfælde og af specielle ligninger af højere grader. Det forbedrede tegnsprog satte Viète i stand til at gøre betydelige skridt hen imod en almindelig behandling af ligningernes teori. Endnu kan mellem Viètes ydelser nævnes et udtryk for π ved et uendeligt produkt, samt en løsning af Apollonius' opgave: at tegne en cirkel, der rører tre givne cirkler, ved hvilken han erhvervede sig hædersnavnet Apollonius Gallus. Af hans skrifter er en del udgivne samlede af Franz van Schooten 1646 under titelen: Francisci Vietæ opera mathematica; ved siden heraf må nævnes hans trigonometriske værk Canon mathematicus (udgivet 1579).